# Звоник Цркве Светог Марка у Венецији
Звоник Цркве Светог Марка је звоник базилике Светог Марка у Венецији, Италија. Садашњи звоник је реконструкција завршена 1912. године, историјска кула се срушила 1902. године. Са 98,6 метара висине, највиша је грађевина у Венецији и колоквијално се назива „господар кућа”. То је један од најпрепознатљивијих симбола града.
Смештен на Тргу Светог Марка, некадашњем владином центру Венеције, звоник је у почетку био изграђен као зграда осматрачница за виђење бродова који се приближавају и штити улаз у град. Такође је служио као оријентир за сигурно вођење венецијанских бродова у луку. Започет почетком 10. века, кула је полако подигнута у висину и у 12. веку је добила звоник и торањ. У 14. веку торањ је позлаћен, чинећи торањ видљивим далеким бродовима на Јадрану. Звоник је достигла пуну висину 1514. године када су звоник и торањ у потпуности обновљени на основу ранијег ренесансног дизајна Ђорђа Спавента. Историјски гледано, звона су служила за регулисање грађанског и верског живота Венеције, означавајући почетак, паузе и крај радног дана; сазив владиних скупштина; и јавна погубљења.
Звоник стоји сам на тргу, у близини прочеља цркве Светог Марка. Има једноставан облик, подсећајући на његову рану одбрамбену функцију, чији је главнина четвороугаона осовина од цигле, широка 12 метара са сваке стране и висока 50 метара. На звонику је поткровље са ликовима Лава Светог Марка и алегоријским фигурама Венеције као правде. Кулу покрива пирамидална шиља на чијем се врху налази златна ветроказ у облику архангела Гаврила.

## Историја
Напади Мађара на северну Италију 898. и поново 899. резултирали су пљачком и кратким заузимањем важних копнених градова Ераклеја, Падова и Тревисо, као и неколико мањих градова и насеља у и око Венецијанске лагуне. Иако су Венецијанци на крају победили Мађаре код Пелезтрине 29. јуна 900. године и одбили упад, Венеција је остала рањива дубоким пловним каналом који је омогућавао приступ луци са мора. Нарочито су младом граду претили словенски гусари који су рутински угрожавали венецијанске бродске траке на Јадрану.
Низ утврђења је после тога подигнут током владавине дужда Пјетра Трибуна (у канцеларији 887—911) ради заштите Венеције од инвазије морем. Ова утврђења обухватала су зид који је започињао у Рио дел Палазу, источно од Дуждеве палате, а на крају се протезао дуж риве до подручја које је заузимала рана црква Санта Марија Јубанико.
Саставни део ове одбрамбене мреже, на висини Сан Грегорија био је постављен гвоздени лучки ланац који се могао напети преко Великог канала како би ометао пловидбу и блокирао приступ центру града. Поред тога, изграђена је и велика караула на Тргу Светог Марка. Вероватно започета за време владавине Трибуна, такође је требало да послужи као референтна тачка за безбедно вођење венецијанских бродова у луку, која је у то време заузимала значајан део подручја који одговара данашњој пијаци.

## Конструкција

### Кула
Одбрамбени систем започет под Пјетро Трибуном вероватно је био привремен, а изградња је била ограничена на ојачање већ постојећих структура. Средњовековне хронике сугеришу да је постављање темеља за кулу настављено током владавине његових непосредних наследника, Орса II Партићипазио (у канцеларији 912—932) и Пјетра II Канђано (у канцеларији 932—939). Кашњења су вероватно настала због потешкоћа у развоју погодних грађевинских техника, као и лоцирању и увозу грађевинског материјала. Неке од раних опека датираних из касног Римског царства и саниране из рушевина на копну. За темељ су гомиле јохе, отприлике 1,5 метра дужине и 26 центиметара пречника, забијене у густи слој глине смештене око 5 метара испод површине. Шипови су преливени са два слоја храстове даске на које је положено више слојева камена.
Чини се да је израда стварне куле започела током кратке владавине Пјетра Партићипазија (у канцеларији 939—942), али није далеко напредовала. Политички сукоби током владавине Пјетра Канђана (у канцеларији 942—959) и, нарочито, Пјетра IV Канђана (у канцеларији 959—976) онемогућавали су даљи рад. Под Пјетром И Орсеолом (у канцеларији 976—978), градња је настављена и знатно је напредовала током владавине Дужда Мема (у канцеларији 979—991). Даљи додаци кули нису вршени све до времена дужда Доменика Селва (у канцеларији 1071—1084), што је показатељ да је достигла корисну висину и да се може користити за контролу приступа граду. Селво је повећао висину на око 40 метара, што је одговарало петом од осам присутних прозора. Дужд Доменико Моросини (у канцеларији 1147—1156) подигао је тада висину до стварног нивоа звоника и заслужан је за изградњу звоника. Његов портрет у Дуждевој палати приказује га заједно са свитком у којем су наведени значајни догађаји његове владавине, међу којима је и изградња звоника: „Sub me admistrandi operis campanile Sancti Marci construitur…”.

### Звоник и шиљак
Први звоник је додат под дуждом Витале ІІ Микијелом (у канцеларији 1156—1172). Надвисио га је пирамидални торањ у дрвету који је био обложен бакарним плочама. Око 1329. године обновљен је звоник и реконструисан торањ. Сам торањ је био посебно склон ватри због дрвеног оквира. Изгорео је кад је ватра погодила кулу 7. јуна 1388. године, али је ипак обновљен поново у дрвету. Овом приликом бакарне плоче биле су прекривене златним листићима, чинећи торањ видљивим далеким бродовима на Јадрану. Марћантонио Сабелико у свом водичу кроз град De Venetae urbis situ (око 1494) бележи да су морнари на позлаћени шиљак гледали као на „звезду добродошлицу”:
Његов врх је висок такав да се сјај злата којим је обложен испољава навигаторима на 200 стадиона попут звезде која их поздравља.
Врх је поново уништен 1403. године када је пламен од ватре који је требао да осветли торањ у знак прославе млетачке победе над Ђеновљанима у бици код Модона погодио дрвени оквир. Обновљена је између 1405. и 1406. Гром је поново ударио у торањ током насилне олује 11. августа 1489. године, запаливши торањ који се на крају срушио на трг испод. Звона су пала на под звоника, а зидање саме куле је пукло. Као одговор на ову најновију несрећу, прокуратори Светог Марка де супра, владини службеници одговорни за јавне зграде око Трга Светог Марка, одлучили су да обнове звоник и потпуно озидају звоник како би спречили будуће пожаре. Провизију је добио њихов прото (консултант архитекта и управник зграда), Ђорђо Спавенто. Иако је пројекат поднет у року од неколико месеци, процењени трошак износио је 50 000 дуката, а финансијска ограничења у периоду опоравка од ратова у Ломбардији против Милана (1423—1454) одложила су изградњу. Уместо тога, Спавенто је ограничио поправке на структурна оштећења куле. Преко звоника постављен је привремени кров од глинених плочица, а звона која су још била нетакнута премештена су. Избијање италијанских ратова за контролу над копном 1494. године спречило је било какве даље акције.
Дана 26. марта 1511. снажни земљотрес је додатно оштетио крхку структуру и направио велику пукотину на северној страни куле, што је захтевало хитну интервенцију. На иницијативу прокуратора Антонија Гриманија уклоњени су привремени кров и звоник и извршене припреме за коначно извршење Спавентовог дизајна. Радови су изведени под управом Пјетра Бона који је наследио Спавента као прокуратор 1509. године. Да би финансирали почетни посао, прокуратори су продали непотраживане предмете у племенитим металима који су депоновани у ризницу Св. Марка 1414. за вредност од 6000 дуката. До 1512. године сама кула је у потпуности поправљена и започели су радови на новом звонику израђеном од истарског камена.
На четири стране горњег поткровља од опеке налазе се високорељефне скулптуре у контрастном истарском камену. Источна и западна страна имају алегоријске фигуре Венеције, представљене као оличење Правде мачем и вагом. Она седи на трону подржаном лавовима са обе стране у алузији на престо Саломона, краља древног Израела познатог по својој мудрости и расуђивању. Ова тема у Венецији као отелотворење, а не позивање на врлину правде уобичајена је у венецијанској државној иконографији и понавља се на фасади Дуждеве палате. На преосталим странама поткровља налази се лав Светог Марка, симбола Млетачке републике.
Новина у односу на ранији торањ је та што је статуа такође функционисала као ветроказ, окрећући се тако да је увек био окренут ветру. Франческо Сансовино је у свом водичу кроз град предложио да је идеја о ветроказу на врху нове куле проистекла из Витрувијевог описа Куле ветрова у Атини на којој је био постављен бронзани тритон. Али одређени избор арханђела Гаврила требало је да подсети на легенду о оснивању Венеције 25. марта 421. године, на празник Благовести. У венецијанској историографији легенда, која се може пратити до тринаестог века, поклапала је почетак хришћанска ера рођењем Венеције као хришћанске републике и потврдила је јединствено место и улогу Венеције у историји као чин божанске благодати. Као конструкција, изражава се у честим представама Благовештења широм Венеције, нарочито на фасади базилике Светог Марка и у рељефима Агостина Рубинија у подножју моста Риалто, на којима је приказана Богородица насупрот архангела Гаврила.

### Лоџета
У петнаестом веку, прокуратори Светог Марка де супра подигли су наткривену спољашњу галерију прикачену на звоник. Била је то нагнута дрвена конструкција, делимично затворена, која је служила као место окупљања племића кад год су на државне послове долазили на трг. Такође је пружала простор за прокураторе који су се повремено тамо састајали и за стражаре који су штитили улаз у Дуждеву палату кад год је заседало Велико веће.
Временом је више пута оштећена падом зида са звоника услед олује и земљотреса, али је поправљен након сваког инцидента. Међутим, када је гром ударио у звоник 11. августа 1537. године, а лоџета испод још једном била оштећена, одлучено је да се структура потпуно обнови. Провизију је добио вајар и архитекта Јакопо Сансовино, непосредни наследник Бона као протопрокуратора Светог Марка де супра. Завршена је 1546.
Преостале три стране звоника биле су покривене дрвеним наслоњеним тезгама, намењеним малопродаји. То су били додатни извор прихода за прокураторе Светог Марка де супра и изнајмљени су да би се финансирало одржавање зграда на тргу. Тезге нагињања уклоњене су 1873.

## Каснија историја
Током своје историје звоник је и даље био подложан оштећењима од олуја. Гром је ударио 1548, 1562, 1565. и 1567. године. Сваком приликом извршене су поправке под управом Јакопа Сансовина, одговорног као протоа за одржавање зграда којима су управљали прокуратори Светог Марка де супра, укључујући и звоник. Посао, финансиран са рачуна прокуратора, обично су изводили тесари које је пружао Арсенал, владина бродоградилишта. Кула је оштећена два пута 1582.године.
У наредним вековима било је више пута неопходно интервенисати и санирати штету насталу громом. Године 1653. Балдасаре Лонгена је започео поправак након удара грома, поставши прото 1640. Оштећење је овом приликом морало бити велико, с обзиром на трошкове поправке од 1.230 дуката. Такође су били неопходни значајни радови на санирању штете која је настала након удара грома 23. априла 1745. године, због чега је део зидова пукао и усмртио четири особе на тргу услед пада камена. Звоник је гром поново оштетио 1761. и 1762. Други пут су трошкови поправке достигли знатну суму од 3.329 дуката. Коначно, 18. марта 1776. године, физичар Ђузепе Тоалдо, професор астрономије на Универзитету у Падови, поставио је громобран, први у Венецији.
Такође су били потребни периодични радови на санирању оштећења куле и статуе архангела Гаврила од ерозије ветра и кише. Оригинална статуа замењена је 1557. године мањом верзијом. После бројних рестаурација, ово је 1822. године замењено статуом коју је дизајнирао Луиђи Зандоменеђи.
Кула је остала од стратешког значаја за град. Приступ страним угледницима који су посећивали дозволио је само Сињориа, извршно тело владе, и идеално за време плиме када није било могуће разликовати пловне канале у лагуни. Дана 21. августа 1609. године, Галилео Галилеј је демонстрирао свој телескоп прокуратору Антонију Приулију и другим племићима са звоника. Три дана касније, телескоп је представљен дужду Леонарду Донату из лоџете Дуждеве палате.

## Звона

### Историја
Звоно је највероватније први пут постављено у кулу током мандата дужда Витала II Мискијела. Међутим, документи који потврђују присуство звона могу се пратити тек из тринаестог века. Велико веће, од 8. јула 1244, утврдило је да ће се звоно за сазивање савета огласити увече ако ће се веће састати следећег јутра и рано поподне ако је састанак заказан за вечерњу вечеру истог дана. Слично позивање на звоно постоји и у статуту цеха гвожђара који датира из 1271. године.
Временом је број звона варирао. године 1489. било их је најмање шест. Четири су била присутна у шеснаестом веку до 1569. када је додат и пети. Почетком 1678. године у торњу је висило звоно донето са Крита у Венецију након што су острво изгубили од Османских Турака, звано Кандијско звоно. Али када је пао на под звоника 1722. године, није поново намештен. После овог времена остало је пет звона. Били су названи (од најмањег до највећег) Малефицио, Тротијера, Меза-терза, Нона и Марангона.
Историјски извештаји о штети на кули коју је изазвао гром упућују на сломљена звона, што указује на то да су звона морала бити преправљена у различито време. Али прва документована инстанца односи се на звоно које је преправљено 1731. Резултирајући звук био је незадовољавајући и звоно је требало преправити још два пута пре него што се ускладило са старијим звонима. Након проглашења базилике Светог Марка катедралом у Венецији (1807), сва звона куле са осталим звонима из бивших цркава, Доменико Ћанкијани преобликовао је у два већа бронзана звона између 1808. и 1809. године. Али они су истопљени са осталим звонима звоника 1820. године да би створили нову серију од пет звона. Од ових звона, само је Марангона преживела урушавање звоника 1902. године.

### Функције
У зору, с првом појавом дневног светла, зазвонила је Меза-терза (16 серија од 18 удараца). Марангона је уследила при изласку сунца (16 серија од 18 удараца). То је наговештавало отварање цркве Светог Марка за молитву и лоџете у подножју звоника. Такође су отворена врата јеврејског гета. Звоњава Марангоне такође је обавестила раднике да се припреме за радни дан који је, одређен сунчевом светлошћу, варирао у дужини током целе године. Марангона, највеће звоно, име је добило управо из ове функције у односу на марангоне (тесаре) који су радили у Арсеналу. Након што је Марангона престала да звони, уследило је пола сата тишине. Меза-терза је тада непрекидно звонила тридесет минута. Звоно је име, Меза-терза (половина трећине), добило од доба дана пошто је зазвонило између изласка сунца и Трећег сата (Терце), традиционалног тренутка литургијске средњејутарње молитве. На крају тридесет минута у цркви Светог Марка је служена света миса. Такође, почео је радни дан за раднике у Арсеналу, занатлије да гроссо (тешке механичке занате) и владине званичнике. Радници који нису били присутни на послу нису примали пуне зараде за тај дан. Радно време и радни дан неких занатских цехова регулисао је Реалтина, звоно смештено у кули цркве Сан Ђовани Елемосинарио у Риалту.
| зора                                      | сумрак                  | зора + A + 30 мин                                                              | зора+ A + 2 сат „трећи сат” | подне „девети сат”      | подне+ A + 30 мин                                | сумрак 24 hr                                        | сумрак+ 60 мин                                                                                   | сумрак + 84 мин                                             | сумрак + 108 мин                                                                  | поноћ                                                             |
| Меза-терза                                | Марангона               | Meza-terza                                                                     | Марангона                   | Нона                    | „Дијетро Нона”                                   | Марангона                                           | Меза-терза                                                                                       | Нонa                                                        | Марангона                                                                         | Марангона                                                         |
| 16 серија of 18 удараца                   | 16 серија of 18 удараца | 30 мин                                                                         | 15 серија of 16 удараца     | 16 серија of 18 удараца | 30 мин                                           | 15 серија of 16 удараца                             | 12 мин                                                                                           | 12 мин                                                      | 12 мин                                                                            | 16 серија of 18 удараца                                           |
|                                           | отварање Цркве          | по завршетку (=зора+ A + 1 сат) почиње радни дан за владу, занатлије и Арсенал |                             | пауза у раду            | по завршетку (=подне+ A + 1 сат) пауза је готова | завршетак радног дана за владу, занатлије и Арсенал | по завршетку (=сумрак+ 72 мин) прва смена ноћне страже присутна на дужности на Тргу Светог Марка | по завршетку (=сумрак+ 96 мин) стиже пошта на мосту Ријалто | по завршетку (=сумрак+ 2 сат) на Тргу Светог Марка почиње прва смена ноћне страже | по завршетку на Тргу Светог Марка почиње друга смена ноћне страже |
| A = време звоњаве 16 серија од 18 удараца |                         |                                                                                |                             |                         |                                                  |                                                     |                                                                                                  |                                                             |                                                                                   |                                                                   |

Нона је своје име извела из Деветог часа (Нонес), традиционалног тренутка литургијске поподневне молитве. Огласио се (16 серија од 18 удараца) у подне и означио почетак радне паузе. Након што је Нона престала, уследило је пола сата тишине. Тротијера је затим непрекидно звонила 30 минута: од ове посебне функције, Тротијера је такође названа Дјетро Нона (иза или после, Нона). Када је звоњење престало, посао је поново почео. Сат времена касније, Нона је зазвонила (9 серија од 10 удараца три пута) да би обележила веспертину Аве Марија коју је пратила Марангона (15 серија од 16 удараца).
Марангона је зазвонила (15 серија од 16 удараца) при заласку сунца, што је одговарало 24 сата и крају радног дана за Арсенал, занатлије и владине канцеларије. Сат времена након заласка сунца, Меза-терза је звонила 12 минута, сигнализирајући да ноћна стража мора бити присутна на Тргу Светог Марка. Након дванаестоминутне паузе, Нона је звонила 12 минута. То је указивало на то да треба послати писма на отпрему на мосту Ријалта. После још 12 минута, Марангона је ударала 12 минута, завршавајући два сата након заласка сунца. Тада је започела ноћна стража.
Најмање звоно, познато алтернативно као Ренђиера, Малефицио, сигнализирало је јавна погубљења звонећи 30 минута. Звоно се раније налазило у Дуждевој палати и помиње се у вези с погубљењем дужда Марина Фалијера 1355. године. Године 1569. премештено је у кулу. Најраније име, Ренђиера, изведено је из ренга у односу на судске поступке у Палати. Алтернативно име Малефицио, од малус (зли), подсећало је на кривично дело, док се Пређиера (молитва) позивала на молбе за душу осуђеног. Након погубљења, Марангона је звонила пола сата, а затим Меза-терза. Кад год је Веће десет наредило смртну казну, Малефицио је зазвонио одмах након Марангоне изласка сунца и казна се извршавала ујутру.
Марангона је најављивала заседања Великог савета. У случају да се савет састане поподне, Тротијера је прво звонила 15 минута, одмах након Трећег сата. После поднева Марангона је одјекнула (4 серије од 50 удараца праћене 5 од 25). Тротијера је затим непрекидно звонила пола сата као други позив члановима Великог савета, сигнализирајући потребу да се убрза темпо. Име звона настало је када су се у граду користили коњи. Звоњење Тротијере је, дакле, требало да укаже на потребу да се крене касом. Када је звоно престало, врата сале већа су била затворена и седница је започела. Није примљен ниједан закаснели. Кад год би се Велико веће сазвало ујутру, Тротијера је звонила претходне вечери 15 минута након што је Марангона означила крај дана заласком сунца. Марангона је тада названа ујутро, прописаном серијом удараца, праћена Тротијером.
За свечаности и одређене празнике, сва звона су се оглашавала у пленуму. Звона су такође једногласно звонила три дана, све до три сата након заласка сунца, у знак избора дужда и крунисања [папа[|папе]]. Овим приликама су брзо звонили. Две стотине фењера такође су били распоређени у четири нивоа у висини звоника у слављу.
Да би објавили смрт дужда и сахрану, звона су зазвонила једногласно (9 серија, свака серија полако током 12 минута). За смрт папе, звона су звонила три дана након Трећег сата (6 серија, свака серија полако током 12 минута). Звона су такође обележила пролазак кардинала и страних амбасадора који су умрли у Венецији, као и синова дуждевих, патријарха и канона Светог Марка, прокуратора Светог Марка и Великог канцелара (највишег државног службеника).
За звоњаву је био одговоран чувар звоника. Њега су доживотно номиновали прокуратори Светог Марка де супра, често су га наслеђивали синови или, у једном случају, његова удовица. Плата је варирала током времена и могла је да укључује комбинацију плата, смештаја у кули и употребе тезге у подножју куле за малопродају.

## Пад и обнова
Када су наслоњене тезге уклоњене са бокова звоника 1873—1874, откривено је да је подножје у лошем стању. Али рестаурација је била ограничена на санирање површинских оштећења. Слично томе, ископавања на Тргу Светог Марка 1885. године покренула су забринутост због стања темеља и стабилности конструкције. Ипак, извештаји о инспекцијама инжењера и архитеката из 1892. и 1898. године били су уверени да торањ није у опасности. Покретање рестаурације било је спорадично и углавном је подразумевало замену отврелих опека.
У јулу 1902. године били су у току радови на поправци крова лоџете. Носач који је подупирао кров тамо где се наслонио на торањ уклоњен је пресецањем велике пукотине, отприлике 40 центиметара (16 инча) у висину и 30 cm (12 in) у дубину, у основи торња. Дана 7. јула примећено је да је осовина куле подрхтавала док су радници забијали нови носач на место. Стаклене контролне лампице уметнуте су у пукотине како би се надзирало померање торња. Неколико њих је сутрадан пронађено сломљено.
До 12. јула на северној страни куле створила се велика пукотина која је пролазила готово целом висином цигленог окна. Тачније гипсане лампице су уметнуте у пукотине. Иако је одмах формирана техничка комисија, утврдила је да не постоји опасност по структуру. Па ипак, постављене су дрвене барикаде како би се посматрачи одржали на сигурној удаљености, јер су се комади малтера почели одбијати од све веће пукотине и падати на трг испод. Приступ кули је био забрањен, а само звоно које је сигнализирало почетак и крај радног дана требало је да се огласи како би се ограничиле вибрације. Следећег дана, у недељу, уобичајени концерт оркестра на Тргу Светог Марка отказан је из истог разлога.
Следећег јутра, у понедељак 14. јула, откривене су све пукотине; највећа пукотина која се развила од претходног дана била је 0,75 mm (0,030 in). У 09:30 наређено је да се трг евакуише. Камење је почело да пада у 9:47, а у 9:53 се срушио читав звоник. Накнадним истрагама утврђено је да је непосредни узрок катастрофе урушавање приступних рампи смештених између унутрашњег и спољног окна куле. Почевши од горњих нивоа, ови су падали један по један на друге. Без њихове потпоре, спољна осовина се затим удубила у унутрашњу осовину. Због ове имплозије и изолованог положаја куле, настала оштећења била су релативно ограничена. Осим лоџете, која је потпуно срушена, уништен је само угао историјске зграде библиотеке Марчијана. Сама базилика је била нетакнута, иако је оштећена плоча са које се некада читали закони. Једина смртна жртва била је мачка. Исте вечери комунално веће сазвало се на ванредној седници и једногласно изгласало обнову звоника тачно онаквог какав је био. Савет је такође одобрио почетних 500.000 лира за обнову. Покрајина Венеција је уследила са 200.000 лира 22. јула. Иако је неколико нарушилаца обнове, укључујући Мауриција Бареса, тврдило да је трг лепши без торња и да било која реплика неће имати историјску вредност, било је преовлађујуће осећање.
Поред износа који су присвојили комуна и провинција, лична донација стигла је од краља Виктора Емануела Савојског и мајке краљице (100.000 лира). Уследили су прилози из других италијанских комуна и провинција, као и грађана. Широм света започело је прикупљање средстава на челу са међународним новинама. Немачки специјалиста за скеле Георг Леиб из Минхена поклонио је скелу 22. јула 1902.
У јесен 1902. започети су радови на рашчишћавању локалитета. Фрагменти лоџете, укључујући стубове, рељефе, капителе и бронзане статуе, пажљиво су уклоњени, инвентарисани и пренети у двориште Дуждеве палате. Цигле које су се могле користити за друге грађевинске пројекте су саниране, док је рушевина која није била употребљена транспортована на тегленицама на отворени Јадран где је бачена. До пролећа 1903. место је очишћено од рушевина, а преостали остатак старе куле срушен је и материјал уклоњен. Стубови средњовековних темеља су прегледани и утврђено је да су у добром стању, захтевајући само умерено појачање.
Церемонија обележавања почетка стварне обнове одржана је 25. априла 1903, на празник Светог Марка, уз благослов венецијанског патријарха Ђузепеа Сарта, каснијег папе Пија, и полагање камена темељца принца Виторија Емануелеа и грофа од Торина, у представљању краља. Прве две године посао се састојао од припреме темеља који је на све стране продужен за 3 m (9,8 ft). То је постигнуто забијањем 3076 гомила ариша, отприлике 3,8 m (12 ft) у дужину и 21 центиметар (8,3 инча) у пречнику. Потом је на врх постављено осам слојева истарских камених блокова како би се створио нови темељ. Ово је завршено у октобру 1905. Прва од 1.203.000 цигли коришћених за нови торањ положена је другом церемонијом 1. априла 1906. Да би се олакшала изградња, замишљена је покретна скела. Окружио је кулу са свих страна и подигнут је како је посао напредовао проширивањем заграда.
У односу на оригинални звоник, направљене су структурне промене како би се обезбедила већа стабилност и смањила укупна тежина. Два окна, једно у другом, претходно су била независна једно од другог. Сама спољашња конструкција носила је читаву тежину звоника и торња; унутрашње вратило је само делимично подупирало низ рампи и степеница. Новим дизајном, две осовине су повезане међусобно помоћу армирано-бетонских греда које такође подржавају тежину рампи, обновљених у бетону, а не у зидовима. Поред тога, камени носач торња замењен је армираним бетоном, а тежина је распоређена и на унутрашњу и на спољну осовину куле.
Сама кула је завршена 3. октобра 1908. Тада је била висока 48.175 m (158.054 ft). Следеће године започели су радови на звонику, а наредне године на тавану. Алегорични ликови Венеције као правде на источној и западној страни поново су састављени од фрагмената који су опорављени из рушевина и обновљени. Двојне слике крилатог лава Светог Марка, смештене на преосталим странама поткровља, већ су извађене и непоправљиво оштећене након пада Венецијанске Републике у време прве француске окупације (мај 1797 — јануар 1798). У потпуности су преправљени.
Радови на торњу започели су 1911. године и трајали су до 5. марта 1912. године, када је обновљени кип архангела Гаврила постављен на врх. Нови звоник отворен је 25. априла 1912. године, поводом празника Светог Марка, тачно 1000 година након што су наводно постављени темељи првобитне зграде.

### Нова звона
|                                                                             |                |                     |              |  |
| звоно                                                                       | дијаметар      | тежина              | музичка нота |  |
| Марангона                                                                   | 180 cm (71 in) | 3.625 kg (7.992 lb) | A2           |  |
| Нона                                                                        | 156 cm (61 in) | 2.556 kg (5.635 lb) | B2           |  |
| Mеза Терза                                                                  | 138 cm (54 in) | 1.807 kg (3.984 lb) | C3           |  |
| Тротијера                                                                   | 129 cm (51 in) | 1.366 kg (3.012 lb) | D3           |  |
| Малефицио                                                                   | 116 cm (46 in) | 1.011 kg (2.229 lb) | E3           |  |
| Image: Giuseppe Cherubini, The Blessing of the Bells of Saint Mark's (1912) |                |                     |              |  |

Од пет звона које је излио Доменико Ћанћијани 1820. године, само је највећа, Марангона, преживела урушавање звоника. Заједно са комадима четири разбијена звона, пренет је унутар Дуждеве палате на чување током реконструкције куле.
Дана 14. јула 1908. године, папа Пије X, патријарх Венеције у време пропасти звоника 1902. године, објавили су намеру да лично финансира преправљање четири звона као поклон граду. У ту сврху активирана је ливница у близини цркве Света Елена, на истоименом острву. Рад је изведен под надзором директора хорова Светог Марка и Светог Антонија у Падови, директора Миланског конзерваторијума и власника фондерије Баригози из Милана. Прво су састављени фрагменти четири звона, а направљени су калупи који су обезбедили исте величине и облике. Првобитна бронза је затим претопљена, а нови Малефицио, Тротијера, Меза терза и Нона изливени су 24. априла 1909. године, бденије празника Светог Марка. Након два месеца, звона су подешена да се ускладе са Марангоном пре него што су пребачени на Трг Светог Марка ради складиштења. Формално их је благословио кардинал Аристиде Кавалари, патријарх Венеције, 15. јуна 1910. године на церемонији са принцом Луиђијем Амедеом, пре него што су подигнути на нови звоник 22. јуна.
Да би зазвонила нова звона, једноставан систем конопа и полуга, који су се раније користили за љуљање дрвене главе, замењен је утореним точком око којег је уже омотано. То је учињено како би се вибрације умањиле кад год се зазвоне, а тиме и ризик од оштећења торња.

## Лифт
1892. године први пут је предложено да се у звоник постави лифт. Али забринутост због стабилности конструкције изразила је Регионална канцеларија за очување споменика Венето. Иако је именована посебна комисија која је закључила да су забринутости неосноване, пројекат је напуштен.
У време реконструкције, лифт је коришћен за подизање нових звона на ниво звоника, али то је било само привремено. Коначно, 1962. године постављен је стални лифт. Смештено унутар унутрашњег окна, треба 30 секунди да стигне до звоника са нивоа земље.

## Рестаурација
У време реконструкције, првобитни темељ је проширен са приближно 220 квадратних метара на 2.410 квадратних метара са циљем да се тежина звоника распореди на већу основу и смањи оптерећење од 9 килограма до 4 килограма по 1 квадратном центиметру. То је учињено забијањем додатних гомила у глину. Затим су на слојеве положени три слоја храстових дасака а затим и више слојева истарских камених блокова. Међутим, стари и нови темељи нису били успешно стопљени у јединствену целину и почели су да јењавају различитим брзинама. Као резултат, пукотине у новом торњу биле су видљиве већ 1914. године и временом су се умножавале. Систем за надзор, инсталиран 1995. године, открио је да је торањ био нагнут за 7 центиметара (129 инча).
Почетком 2007. године, Magistrato alle Acque, одговоран за јавне радове, ојачао је темеље усвојивши систем коришћен за консолидацију фасаде базилике Светог Петра у Риму. То је подразумевало постављање четири затезна кабла од титана, пречника 6 центиметара (2,4 инча), око периметра каменог темеља. Два кабла, постављена на размаку од 20 центиметара (7,9 инча) у оквиру једне заштитне полиетиленске цеви, налазе се 40 центиметара (16 инча) испод површине квадрата и на четири угла темеља усидрена су од титанових стубова. Још два кабла налазе се на дубини од 2,3 метра и држе их гранитни блокови. Ови каблови се надгледају и могу се по потреби затегнути. Пројекат, за који је првобитно предвиђено да траје две и по године, завршен је након пет година у априлу 2013.